# Echávarri de Cuartango
Echávarri de Cuartango  (oficialmente Etxabarri Kuartango) es un concejo del municipio de Cuartango, en la provincia de Álava, España. 

## Aldeas
Forman parte del concejo las aldeas de:
- Echávarri de Cuartango (oficialmente Etxabarri Kuartango)
- Tortura

## Demografía
| Gráfica de evolución demográfica de Echávarri de Cuartango entre 2000 y 2017 |
|                                                                              |
| Población de derecho según los censos de población del INE.                  |

## Patrimonio
Hay en el concejo iglesias de Santiago en Echávarri de Cuartango y de San Andrés en Tortura.